# Itaporã
Itaporã é um município brasileiro da região Centro-Oeste, situado no estado de Mato Grosso do Sul. É conhecida como "Cidade do Peixe", pois possui a maior lâmina d'água do estado em matéria de criação e produção de peixes.

## História
Na terceira década do século XX, o então presidente do estado de Mato Grosso, Pedro Celestino da Costa, destinou, para fins de colonização, uma área de 50 000 hectares compreendida entre os Rios Brilhante e Panambi, pertencentes ao município de Ponta Porã.
O prefeito de Dourados deu início aos trabalhos de colonização e criou a denominação "Colônia Municipal de Dourados", procedendo, a seguir, à distribuição dos primeiros lotes do novo povoado, atualmente Itaporã.  O município foi criado pela Lei 659, de 10 de dezembro de 1953.
Em 1977 o município passa a fazer parte do atual estado de Mato Grosso do Sul.

### Topônimo
"Itaporã" é um termo de origem tupi que significa "pedra bonita", através da junção dos termos itá ("pedra") e porang ("bonito").

## Geografia

### Localização
O município de Itaporã está situado no sul da região Centro-Oeste do Brasil, no Sudoeste de Mato Grosso do Sul (Microrregião de Dourados). Localiza-se a uma latitude 22º04'44" sul e a uma longitude 54º47'22" oeste. Distâncias:
- 228 km da capital estadual (Campo Grande)
- 1 244 km da capital federal (Brasília).

### Geografia física
Solo
No município de Itaporã verifica-se a predominância de Latossolo  de textura argilosa e caráter áulico, portanto, baixa fertilidade natural e Gelissolos com baixa fertilidade.
Relevo e altitude
Está a uma altitude de 390 m. O município de Itaporã encontra-se na Região dos Planaltos Arenítico-Basálticos Interiores. Apresenta relevo plano, geralmente elaborado por várias fases de retomada erosiva, com  relevos elaborados pela ação fluvial e áreas planas  resultante de acumulação fluvial sujeita a inundações periódicas.
Clima, temperatura e pluviosidade
Está sob influência do clima tropical (AW) úmido a sub-úmido, com índice efetivo de umidade com valores anuais variando de 
20 a 40%. A precipitação pluviométrica anual varia entre 1.500 a 1.750mm, com período seco inferior a quatro meses.
Hidrografia
Está sob influência da Bacia do Rio da Prata. Principais rios:
- Rio Brilhante: rio formador, com o rio Dourados, do rio Ivinhema, limite entre os municípios de Rio Brilhante e Itaporã.
- Rio Carumbé: afluente pela margem direita do rio Brilhante, no município de Itaporã.
- Rio Peroba: afluente pela margem direita do rio Santa Maria. Seu percurso é limite entre os municípios de Dourados e de Itaporã.
- Rio Santa Maria: afluente pela margem direita do rio Brilhante, no município de Maracaju. Nasce na serra de Maracaju faz divisa entre o município de Dourados e Itaporã.
- Rio São Domingos: afluente pela margem direita do rio Brilhante, no município de Itaporã.
- Rio Sardinha

Vegetação
Quase totalidade da área do município pertence ao Bioma Cerrado, sendo recoberta por agropecuária e pastagem plantada, remanescentes da  vegetação natural, Região da Floresta Estacional Semi-decidual - Floresta Aluvial margeiam os rios ao norte.

### Geografia política
Fuso horário
Está a -1 hora com relação a Brasília e -4 com relação a Greenwich.
Área
Ocupa uma superfície de de 1 322,003 km².
Subdivisões
Itaporã (sede), Carumbé, Montese, Piraporã e Santa Terezinha.
Arredores
Dourados, Douradina, Maracajú, Rio Brilhante e Aldeias Jaguapirú e Bororó;

## Demografia
Sua população estimada em 2016 era de 23.200 habitantes.

## Economia
Sua principal fonte econômica é a agricultura, pecuária e piscicultura, este último segmento com uma grande expansão na região. Um dos maiores frigoríficos do país fica localizado na própria cidade. Segundo noticiários da região no ano de 2003, setenta por cento da produção era exportada para Suíça, Alemanha, França, Inglaterra, Estados Unidos e Chile. As espécies produzidas a maior parte são as nativas, como o pacu e pintado.